# Эспозито, Себастьяно
Себастья́но Эспози́то (итал. Sebastiano Esposito; род. 2 июля 2002, Кастелламмаре-ди-Стабия, Кампания) — итальянский футболист, нападающий клуба «Интернационале», выступающий на правах аренды за «Кальяри».

## Карьера

### Клубная
Воспитанник итальянского «Интернационале». За взрослую команду дебютировал 14 марта 2019 года в ответном матче 1/8 финала Лиги Европы против франкфуртского «Айнтрахта».
25 сентября 2020 года на правах аренды перешёл в клуб Серии В СПАЛ.
13 июля 2021 года был отдан в аренду до конца сезона с правом выкупа контракта швейцарскому клубу «Базель».

### В сборной
Выступал за сборные Италии до 16, 17, 18, 19 и 21 года. Был основным игроком сборной Италии на чемпионате Европы среди юношей до 17 лет в 2019 году. На этом турнире сыграл шесть матчей, в которых отметился четырьмя забитыми голами. Его команда дошла до финала, где уступила сборной Нидерландов.

## Клубная статистика
| Выступление      | Выступление      | Выступление      | Чемпионат | Чемпионат | Кубки | Кубки | Еврокубки | Еврокубки | Прочие | Прочие | Итого | Итого |
| Клуб             | Лига             | Сезон            | Игры      | Голы      | Игры  | Голы  | Игры      | Голы      | Игры   | Голы   | Игры  | Голы  |
| ---------------- | ---------------- | ---------------- | --------- | --------- | ----- | ----- | --------- | --------- | ------ | ------ | ----- | ----- |
| Интернационале   | Серия A          | 2018/19          | 0         | 0         | 0     | 0     | 1         | 0         | 0      | 0      | 1     | 0     |
| Интернационале   | Серия A          | 2019/20          | 7         | 1         | 2     | 0     | 5         | 0         | 0      | 0      | 14    | 1     |
| Интернационале   | Итого            | Итого            | 7         | 1         | 2     | 0     | 6         | 0         | 0      | 0      | 15    | 1     |
| Всего за карьеру | Всего за карьеру | Всего за карьеру | 7         | 1         | 2     | 0     | 6         | 0         | 0      | 0      | 15    | 1     |